# São Luís, Maranhão
São Luís (pronunție în portugheză [sɐ̃w luˈis], Sfântul Luis) este un oraș în unitatea federativă Maranhão (MA), Brazilia.

## Persoane legate de São Luís
- Aluísio Azevedo (1857 - 1913), scriitor;
- Alcione Dias Nazareth, (n. 1947), cântăreață și compozitoare;
- Júlio César Santos Correa (n. 1978), fotbalist;
- Pabllo Vittar, (1994), cântăreață și drag queen